# 飓风宝莲
飓风宝莲（英語：Hurricane Pauline）是有纪录以来登陆墨西哥的最强太平洋飓风之一，也是最致命的太平洋飓风之一。系统源于1997年9月16日离开非洲西海岸的一股东风波，穿越南美洲后进入太平洋，是1997年太平洋飓风季第16场热带风暴，第8场飓风和第7场大型飓风。系统于10月5日发展成热带低气压，次日清晨达到热带风暴标准，10月7日又达到飓风强度。气旋起初向西移动，之后转向西北并迅速增强，达到持续风速每小时215公里的最高强度。沿墨西哥海岸不远处平行移动了一段时间后，风暴有所减弱，于10月9日从安赫尔港附近登陆，最终在次日消散。
飓风宝莲在墨西哥海岸沿线产生倾盆大雨，最高降雨量达930毫米。墨西哥最为穷困的部分地区遭遇严重的洪灾和泥石流，夺走230至500人的生命，风暴因此成为有纪录以来最致命的东太平洋风暴之一。气旋途经地区有数以万计的房屋受损或被毁，导致30万人无家可归，经济损失高达4亿4780万美元（1997年美元）。

## 气象历史
9月16日，一股东风波离开非洲西海岸并稳步向西移动，其轴线以南的部分从南美洲北部经过。9月26日，东风波从巴拿马附近进入东太平洋并缓慢组织。受加勒比海一直延伸到墨西哥南部的弱下层低压槽影响，西向转向气流的正常流动受到扰乱。10月3日，东风波已发展出明显的深层对流区并开始向东面的墨西哥南部飘移。两天后，系统中已形成下层环流，于10月5日中午在瓦哈卡州瓦图尔科（Huatulco）西南偏南方向约410公里海域发展成第十八号热带低气压。
由于所处环境的垂直风切变很少，低气压朝正东略偏南面飘移并稳步组织。系统发展出带状特征和中心密集云区，于10月6日清晨在瓦哈卡州萨利纳克鲁斯（Salina Cruz）东南偏南方向约475公里洋面升级成热带风暴并获命名为“宝莲”（Pauline）。受强烈的高气压天气系统影响，墨西哥东南部上空的低压槽遭到侵蚀，宝莲因此转向东北。10月6日晚，气旋内发展出眼状特征，然后转向北上，再又转朝西北方向前进，于次日清晨在萨利纳克鲁斯东南方向约425公里海域达到飓风标准。

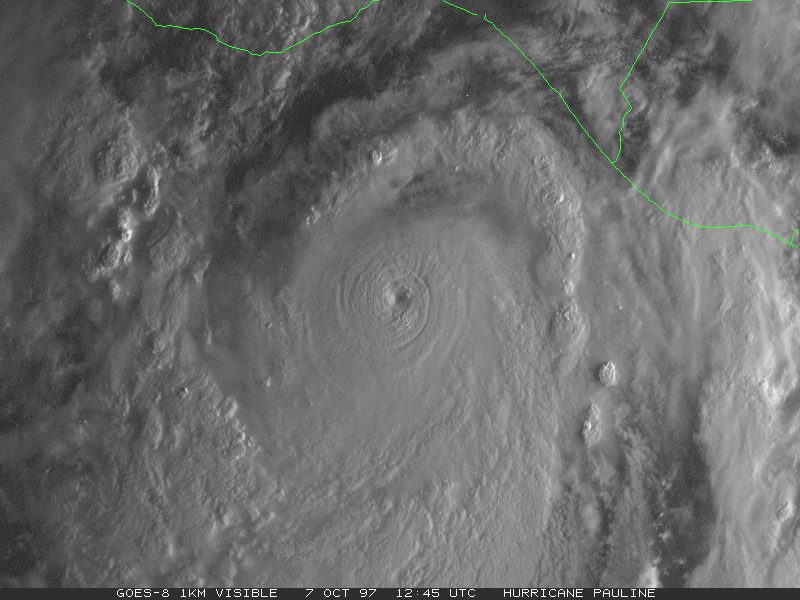
10月7日，位于墨西哥近海的飓风宝莲。

由于外界环境有利，宝莲在成为飓风后急剧强化，仅18小时后就达到风力时速215公里的最高强度。接下来气旋风速小幅降至每小时185公里，但10月8日又重新增强，在距墨西哥海岸线不远处再度达到风速每小时215公里强度。飓风略朝西北偏西方向转向，沿瓦哈卡州南部海岸线平行移动，因受沿海山区地形影响迅速减弱，于10月9日清晨以风速每小时175公里强度从安赫尔港（Puerto ángel）附近登陆。气旋进入陆地上空后在距海岸沿线不远处平行移动并继续减弱，于10月10日在哈利斯科州上空消散。

## 防灾措施
气象机构在早期预测中低估了宝莲的强度，估计其最大持续风速只有每小时105公里。10月7日，墨西哥政府在飓风登陆约41小时前向恰帕斯州塔帕丘拉到格雷罗州蓬塔马尔多纳多（Punta Maldonado）之间地区发布飓风警告。宝莲登陆前不久，飓风警告的生效范围先向西北方向延伸至科利马州曼萨尼约，然后又延伸至哈利斯科州巴亚尔塔港。风暴即将登陆时突然出人意料地转向西北偏西，导致部分地区直到气旋登陆数小时前才得知飓风来袭。
萨尔瓦多政府宣布全国进入警戒状态，应对飓风的潜在威胁。洪水易发地区的居民收到可能会有山洪爆发的警报。但飓风突然向西南方向大幅转向，该国因此躲过一劫，没有出现人员伤亡或财产损失。马德罗港官员停止港口设施运营，只有前往外海躲避风暴的船只才能通行。政府最终关闭了阿卡普尔科到马德罗港之间的6个主要港口，瓦哈卡州有关部门开设了75个应急避难所，还准备在50所学校中容纳1万人。

## 影响
| 飓风         | 飓风季 | 死亡人数 | 来源                            |
| ------------ | ------ | -------- | ------------------------------- |
| 墨西哥       | 1959   | 1800     | [ 6 ]                           |
| 保罗         | 1982   | 1696     | [ 7 ] [ 8 ] [ 9 ] [ 10 ] [ 11 ] |
| 丽莎         | 1976   | 1108     | [ 12 ] [ 13 ]                   |
| 塔拉         | 1961   | 436      | [ 14 ]                          |
| 阿莱塔       | 1982   | 308      | [ 15 ] [ 16 ]                   |
| 宝莲         | 1997   | 230–400  | [ 17 ]                          |
| 阿加莎       | 2010   | 190      | [ 18 ] [ 19 ]                   |
| 曼努埃尔     | 2013   | 169      | [ 20 ]                          |
| 蒂科         | 1983   | 141      | [ 21 ] [ 22 ]                   |
| 伊斯梅尔     | 1995   | 116      | [ 23 ]                          |
| 下加利福尼亚 | 1931   | 110      | [ 24 ] [ 25 ]                   |
| 马萨特兰     | 1943   | 100      | [ 26 ]                          |
| 利迪娅       | 1981   | 100      | [ 19 ]                          |

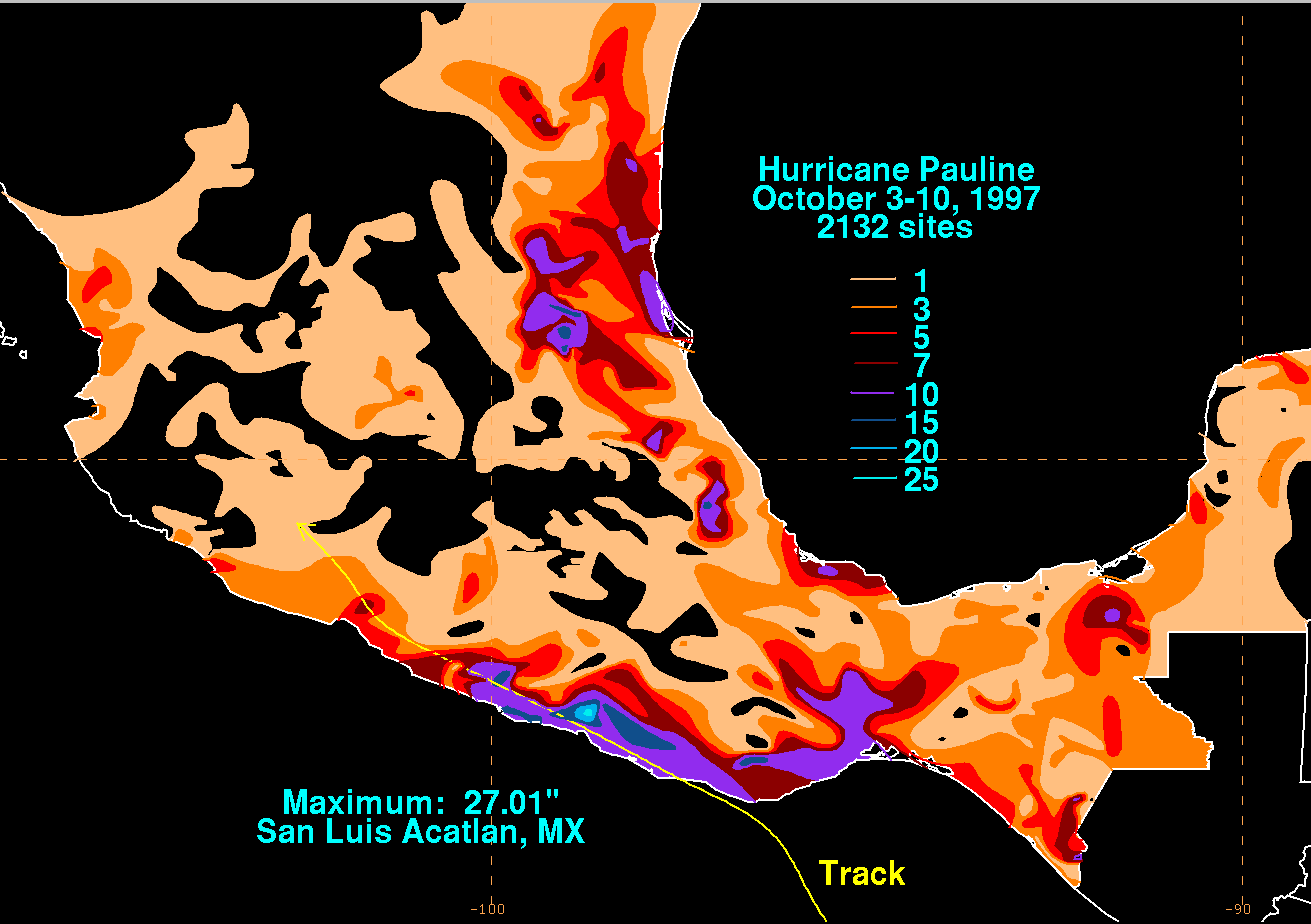
飓风宝莲在墨西哥产生的降水分布

气象部门在飓风经过期间进行的地面观测很少，但官方报告中认为墨西哥南部所受影响最为严重。风暴登陆点附近的瓦哈卡州埃斯孔迪多港在宝莲来袭数小时前就测得每小时115公里的阵风时速，由于此后当地没有再记录下有效风速数值，所以这也是陆地上测得的最强阵风。阿卡普尔科的一个风速计测得每小时75公里的持续风速和95公里的阵风时速，虽然上述数值都低于飓风标准，但官方估计气旋途经该地区时可能仍有飓风强度。风暴沿途暴降暴雨，许多地区的降雨量超过381毫米。据墨西哥国家水资源委员会提供的数据，有2132处地点测得降水。降雨量最高的两地分别是圣路易斯阿克兰（San Luis Actlan，688毫米）和普恩特胡拉（Puente Jula，930毫米），创下格雷罗州历史上热带气旋降雨量的新纪录。飓风24小时里就在阿卡普尔科降下430毫米雨量，刷新该市1974年创下的纪录，并且4小时的降雨量就高达350毫米，相当于该市年均降雨量的四分之一。飓风登陆期间，瓦哈卡州海岸沿线出现约9米高的狂浪。
宝莲对恰帕斯州的影响很小，但墨西哥最穷困的瓦哈卡州和格雷罗州受到重创。最影响最重的是阿卡普尔科及其周边地区。墨西哥一共因这场飓风遭受了价值4亿4780万美元（1997年美元）的损失。联合国人道主义事务部分发布的报告中称，风暴过去3天后，当地已确认有137人遇难。飓风过去4天后，路透社在新闻报道中称死亡人数上升到173，另有200人失踪，墨西哥政府则发布声明，称有149人丧生。最终，媒体报道估计至少有230人死亡，墨西哥红十字会则估计有400人丧生，至少1900人失踪。教会世界服务社估计有至少500人遇难。全球救援网认为，死亡人数应为217，共有60万人受灾。约有30万人因风暴流离失所。

### 环境
飓风对环境构成严重破坏，墨西哥南部有700平方公里位于低洼地区的雨林、松林和常绿栎林受到重创。强烈的海浪导致部分地点出现严重海滩侵蚀，这种侵蚀又对丽龟的巢穴构成重大影响，有约4000万枚蛋被毁。约80万6000个巢穴受到影响，其中约半数被海水席卷一空。飓风宝莲是继1959年以来袭击墨西哥南部的最强飓风，也是最致命的飓风，此外，这还是有纪录以来首场吹袭太平洋珊瑚礁的飓风。墨西哥的农作物也受到重创，损失了约40万袋咖啡。飓风过去后，大豆和小麦价格都出现上涨。除此以外，飓风宝莲还对墨西哥南部的动物有很大影响。

### 瓦哈卡州
气旋登陆后不久，瓦哈卡州宣布进入紧急状态。过量降水导致河流溢出，全州有50个市镇被淹。洪水令12座桥梁受损，其中两座被毁，部分地区的供电、饮用水和电信服务中断了数天。飓风途经之处有数以千计的房屋受损，导致该州约25万人无家可归。瓦哈卡州至少有110人丧生，数十万居民和1278个社区受到影响。
瓦哈卡州南部各地都有树木被宝莲产生的大风刮倒，多条输电线缆中断。安赫尔港和一处海军基地一度同外界失联。瓦图尔科当地电视台的天线被风刮倒，还有至少30套纸板房屋被毁。该市机场附近的一个社区受到重创，导致多人流离失所。风暴产生的暴雨在瓦哈卡州和邻近的恰帕斯州部分地区引发严重洪灾。全州共有约500个社区被彻底摧毁，受灾最严重的地区包括萨波特克、查蒂诺和米斯特克。

### 格雷罗州
格雷罗州南部各地因暴雨引发严重的泥石流和洪灾。多个社区几乎被完全摧毁，其中部分社区的洪水在飓风过去数周后仍未退去。洪水冲走或摧毁了数千英亩农作物，还导致数千头牛死亡。超过4万5000人因洪水和泥石流而失去同外界的联系。飓风途经之地有许多房屋、桥梁以及供电和供水设施受损。阿卡普尔科在3小时里就降下约400毫米雨量，导致多条河流泛滥。阿卡普尔科港有约1100艘船滞留，35艘船沉没。该州单咖啡产业就蒙受了8000万美元损失。某环保机构估算，当地的咖啡作物需要15年才能恢复。据初步估算，格雷罗州共有123人遇难，其中大部分生活在阿卡普尔科。飓风过去4天后，仍有超过200人失踪，有些被卷入大海，有些则被埋在泥石流下。全州共有5万人流离失所。热带风暴奥拉夫在一周前刚刚吹袭当地，土壤中的含水量本就处于基本饱和状态，再加上宝莲产生的降水，导致阿卡普尔科周边的棚户区遭遇严重的泥石流和山洪爆发。当地约有5000套房屋被毁，另外2万5000套受损，阿卡普尔科市内及周边有1万人无家可归。靠近海滩的豪华度假酒店很大程度上得以躲过一劫，但生活在棚户区的许多居民则失去了仅有的家当。阿卡普尔科大部分区域被泥浆覆盖，全城70%的地区在飓风过后失去供水。全城100万居民中大部分都失去供电和电话服务。全州遭受的经济损失达近3亿墨西哥比索。

## 善后

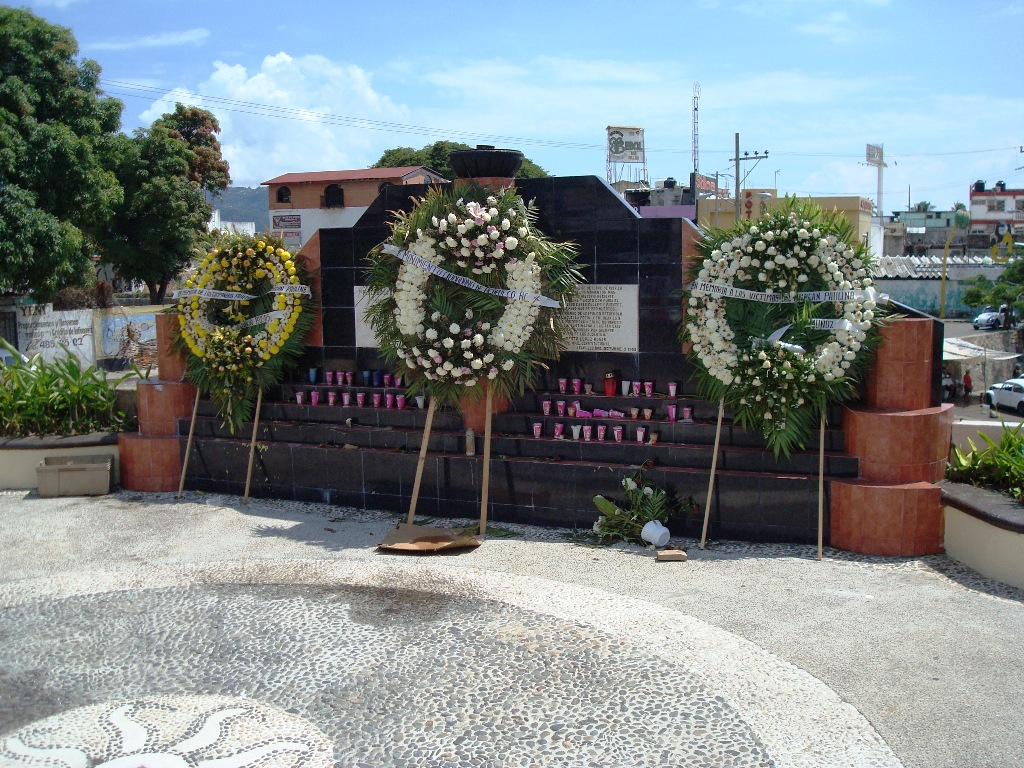
阿卡普尔科为因飓风宝莲的受害者立起纪念碑

墨西哥红十字会的志愿者和搜救队一起迅速赶赴灾区，还采用经过专门训练的狗在阿卡普尔科寻找因飓风而被困在泥泞之下的灾民。风暴过去的前4天里，每支搜救队每天都会找到1到2具尸体，官方估计搜救工作需要持续数周。搜救队在格雷罗州一共救出35人。飓风过去仅数小时后，救灾人员就乘船进入洪灾地区，向受灾最严重的区域提供援助。红十字会向在瓦哈卡州、格雷罗州和恰帕斯州政府开设避难所中躲避的灾民提供食品、水、衣物、毛毯、净水物品、奶粉及其他不易腐烂变质的食品和医疗物资。墨西哥红十字会还设立多个避难所，为数以百计流留失所的灾民提供住宿和饮食。风暴过去4天后，红十字会已经向飓风灾民发放100吨救灾物资。另外还有多名医务工作者被派往当地救治伤者。
官员在阿卡普尔科设立应急水质净化厂，但大部分用水需求仍然无法满足。运水车陆续开往市内，有成千上万的人排队取水。该市豪华酒店内的游客大部分没有受到这场飓风的影响，这些酒店很快就恢复正常，但市内其他地方仍然满目疮痍。多家酒店被迫使用瓶装水，尽可能少使用配给水，以便将有限的水提供给市内其他地区。飓风过去后，阿卡普尔科出现严重的哄抬物价情况，据消费者保护机构的正式报告显示，店主将牛奶价格抬高了200%，玉米饼则有500%，水更达1000%。墨西哥政府因预警不足和水资源短缺受到批评，当时的墨西哥总统埃內斯托·柴迪洛缩短他在欧洲的假期，对灾害作出响应。政府官员为阿卡普尔科市民开设了39个救助中心，但还是有部分市民缺食少水。部分市民怀疑总统及其所属的革命制度党将救灾物资挪作他用。总统承诺会对相关责任人提出起诉，并且决定关闭救助中心，开设供应汤汁的厨房。虽然有了食品，但墨西哥军队没有出动设置厨房，也没有在救助中心发放援助物资。
宝莲过去1周后，阿卡普尔科大部分地区依旧处于封闭状态。该市有关部门起初优先清理旅游区，从酒店到机场间的景区公路因此很快就得以修复。风暴过后，前往当地旅游的人数大减，部分酒店为吸引客源降价40%。某航空公司还将墨西哥城到阿卡普尔科的机票价格减半。宝莲过去约1个月后，大部分酒店都已完全恢复到正常水平。

### 捐助
瓦哈卡州和格雷罗州政府向联合国儿童基金会请求援助，并以水箱、水泵和建筑材料最为急需。国际援助起初几乎完全聚焦于阿卡普尔科，飓风过去1周后，瓦哈卡州还有500个社区与外界隔绝，没有得到援助，格雷罗州也有多个大型社区存在同类情况。基督复临发展救济局将7吨食品和衣物连同40人用客车送往与世隔绝的墨西哥南部村落。飓风过去约10天后，约2万人仍然无法获得救援人员协助，总统因此担心会开始有居民饿死。起初还有直升机被派往边远地区，但风暴之后的大雾和暴雨导致行动受阻。政府竭力将食品送往边远山区，但也有官员指出，这样的做法存在很大风险。
宝莲过去3天后。美国红十字会送出首批共2万5000美元捐款，还捐出塑料布充当临时屋顶，另有包括拖把、扫帚、水桶、海绵、漂白剂和清洁化学品在内的多种清洁用品。红十字会多个地方分会也伸出援手，德克萨斯州圣安东尼奥分会送出清洁用品，洛杉矶分会送出2000套安抚用品套装，其中除卫生用品外，还有为孩子们准备的填字游戏。德国红十字会同样提供了援助。

### 疾病
飓风产生的洪水同墨西哥西南部许多贫困地区未经处理的污水结合，致使大面积地区面临热带疾病传播的威胁。为此，政府卫生部门在格雷罗州和瓦哈卡州海岸沿线多个城市开设疫苗接种中心。数千人接种了伤寒和破伤风疫苗。政府部门警告，由于水质受到污染，还有可能爆发登革热和霍乱疫情。卫生部门表示，大面积的积水很可能滋生蚊虫，传播疟疾和登革热。阿卡普尔斯在飓风过去两天后首见天晴，这也是当地一周以来第一个晴天，积水蒸发后，大量灰尘带着致命的病毒四处扩散。有关部门警告市民，受这些灰尘的威胁，食物和水要煮沸30分钟才能食用。当地报告有至少20起霍乱和6起登革热病例。最为严重的疫情发生在瓦哈卡州，共计616个村落出现1万4630例疟疾病例，占墨西哥1998年疟疾病例总数的约80%。军方分发氯片为水池消毒，还用手推车从受损的民宅中清理腐烂的泥浆和污水。两架C-130运输机和20架直升机将食品和水空运到阿卡普尔科以南的小村庄，这些地方的居民在风暴过后已经被困了近一星期。

### 除名
飓风宝莲过去不到1个月后，飓风里克又吹袭了几乎同一地区，产生降水的同时也令救灾工作受阻，但其破坏程度相对宝莲而言很轻。1998年春，世界气象组织决定将“宝莲”这一名称除名，今后永远不会再在东太平洋风暴命名时采用。用于取代的新名称是“帕特里夏”（Patricia），于2003年飓风季首度采用。